# Baloncesto en los Juegos Europeos de Minsk 2019
El baloncesto en los II Juegos Europeos se realizó en la Arena Palova de Minsk (Bielorrusia) del 21 al 24 de junio de 2019.
Fueron disputados en este deporte dos torneos diferentes de baloncesto 3x3, el masculino y el femenino.

## Medallistas
| Evento                  | Oro                                                                                 | Plata                                                                           | Bronce                                                                                       |
| ----------------------- | ----------------------------------------------------------------------------------- | ------------------------------------------------------------------------------- | -------------------------------------------------------------------------------------------- |
| Masculino (24 de junio) | Rusia · Ilia Karpenkov · Kiril Pisklov · Stanislav Sharov · Alexei Zherdev          | Letonia · Armands Ginters · Roberts Pāže · Armands Seņkāns · Mārtiņš Šteinbergs | Bielorrusia · Maxim Liutych · Mikita Meshcharakou · Andrei Rahozenka · Siarhei Vabishchevich |
| Femenino (24 de junio)  | Francia · Mousdandy Djaldi-Tabdi · Caroline Hériaud · Assitan Koné · Johanna Tayeau | Estonia · Merike Anderson · Kadri-Ann Lass · Annika Köster · Janne Pulk         | Bielorrusia · Natalia Dashkevich · Maryna Ivashchnka · Daria Mahalias · Anastasiya Sushczyk  |

## Medallero
| Núm. | País        | Oro | Plata | Bronce | Total |
| ---- | ----------- | --- | ----- | ------ | ----- |
| 1    | Francia     | 1   | 0     | 0      | 1     |
| 1    | Rusia       | 1   | 0     | 0      | 1     |
| 3    | Estonia     | 0   | 1     | 0      | 1     |
| 3    | Letonia     | 0   | 1     | 0      | 1     |
| 5    | Bielorrusia | 0   | 0     | 2      | 2     |
|      | TOTAL       | 2   | 2     | 2      | 6     |